# Forces aériennes de la Libye libre
Ne doit pas être confondu avec Force aérienne libyenne.
Les Forces aériennes de la Libye libre (en anglais : Free Libyan Air Force, en arabe : لقوات الجوية الليبية الحرة) étaient la force aérienne du Conseil national de transition. Elles se sont opposées aux forces aériennes et à l'armée du général Kadhafi lors de la première guerre civile libyenne et sont par la suite devenues la force aérienne officielle de l'État libyen, sous le nom de force aérienne libyenne après la fin de la guerre civile, en octobre 2011. Elle s'était initialement composée grâce à des militaires ayant déserté avec leurs appareils et des appareils capturés.

## Opérations
Le 13 mars 2011, Ali Atiyya, un colonel de la Force aérienne libyenne se pose à l'aéroport militaire de Miliga, près de Tripoli pour faire défection et rejoindre la révolution. Ceci est le premier cas recensé d'une force loyaliste rejoignant la rébellion. Plus tard, le 16 mars, quatre avions de chasse MiG-21 atterrissent à l'aéroport de Benghazi et rejoignent les forces rebelles. Un des MiG-21 s'écrasa près de l'aéroport de Benina le jour suivant.
Les Forces aériennes de la Libye libre se montrèrent pour la première fois le 15 mars, lorsqu'elles lancèrent une attaque avec un MiG-23 et un hélicoptère, causant le naufrage de deux navires de guerre pro-Kadhafi au large d'Ajdabiya près de la ligne de front. Auparavant, le même avion avait bombardé un nombre indéterminé de chars loyalistes à proximité de Brega et d'Ajdabiya.
Le 19 mars, un MiG-23UB fut abattu durant la deuxième bataille de Benghazi. Les rapports des médias étaient d'abord confus, jusqu'à ce qu'un porte-parole des forces loyalistes affirme que l'avion appartenait à la rébellion et qu'il avait violé la zone d'exclusion aérienne de l'ONU. Toutefois, un porte-parole des rebelles déclara que l'avion avait été abattu par les forces pro-Kadhafi. Enfin, BBC News signala le 20 mars que l'avion rebelle avait été abattu par un tir ami et que le pilote, le colonel Mohammed al-Okaili Mbarak, avait été tué après s'être éjecté trop tardivement.
Le 9 avril, un hélicoptère Mil Mi-25 rebelle fut aperçu survolant Ajdabiya, violant ainsi la zone d'exclusion aérienne de l'ONU,. Les forces loyalistes affirmèrent que l’hélicoptère avait été abattu par les forces gouvernementales. Le même jour, un MiG 23 rebelle fut intercepté par des avions de l'OTAN et reconduit à sa base.
Le 27 juin 2011, trois MiG-21 des forces aériennes de la Libye libre, un biplace et deux monoplaces furent photographiés volant au-dessus de l'aéroport de Benghazi. Il est possible qu'ils effectuaient un vol d'entrainement local, mais celui-ci violait la zone d'exclusion aérienne de l'ONU.

## Aéronefs
| Aéronefs                  | Origine          | Type                                     | Version           | En service       | Notes |                  |
| Avions de chasse          | Avions de chasse | Avions de chasse                         | Avions de chasse  | Avions de chasse | Avions de chasse | Avions de chasse |
| ------------------------- | ---------------- | ---------------------------------------- | ----------------- | ---------------- | --- | ---------------- |
| Mikoyan-Gourevitch MiG-21 | Union soviétique | Avion de chasse                          | MiG‑21bisMiG‑21UM | 2+1+             | Plusieurs sont capturés dans les bases aériennes de Benina et de Tobrouk. Jusqu'à 4 Mig-21bis/UM défectueux à l'aéroport international de Benina. Un MiG-21 s'est écrasé après la prise de l'aéroport de Benina dû à un problème technique, le 17 mars 2011 Un MiG-21UM et deux MiG-21bis ont été photographiés survolant Benina le 27 juin 2011 dans la zone d'exclusion aérienne. |                  |
| Mikoyan-Gourevitch MiG-23 | Union soviétique | Avion de chasse                          | MiG‑23MLMiG‑23UB  | 1+               | Quatre sont capturés par les rebelles à la base aérienne de Tobrouk. Quatre capturés dans un hangar à Misrata. Un est capturé par les rebelles à Al-Abrak (en). Un MiG-23BN a été prétendu perdu au-dessus de Tripoli le 13 mars 2011 et un MiG-23 abattu au-dessus de Benghazi le 19 mars 2011.                                                                                    |                  |
| Aero L-39 Albatros        | Tchécoslovaquie  | Avion d'attaque au sol et d'entraînement | Aero L-39ZO       | 2                | 2 sont saisis lors de la bataille de Tripoli |                  |
| Soko G-2 Galeb            | Yougoslavie      | Avion de chasse                          | J-1E              | 2+               | Deux ont fait défection à Benghazi le 24 février 2011. |                  |
| Avions d’entraînement     |                  |                                          |                   |                  | |                  |
| Soko G-2                  | Yougoslavie      | Avion d’entraînement                     | G-2               | 5+               | Plusieurs ont été capturés dans la base aérienne de Misrata. Leur statut est inconnu. |                  |
| SIAI-Marchetti SF-260     | Italie           | Avion d’entraînement                     | SF.260WL/ML       | 1+               | Plusieurs ont été capturés à Misrata |                  |
| Avions de transport       |                  |                                          |                   |                  | |                  |
| Iliouchine Il-76          | Union soviétique | Transport                                | Il-76TD           | 1                | Saisi à Dubaï dans les Émirats arabes unis, il a été transféré aux forces aériennes de la Libye libre le 11 août 2011. |                  |
| British Aerospace 146     | Royaume-Uni      | Avion de ligne                           | BAe 146-300       | 1                | Utilisé pour les évacuations médicales. |                  |
| Antonov An-26             | Union soviétique | Transport                                |                   | 3                | 1 a été capturé par les rebelles à Koufra le 17 février, deux ont été saisis lors de la bataille de Tripoli. |                  |
| Hélicoptères              |                  |                                          |                   |                  | |                  |
| Boeing CH-47 Chinook      | USA              | Hélicoptère de transport lourd           | CH-47C            | 1                | 1 CH-47C a été saisi durant la bataille de Tripoli |                  |
| Mil Mi-24                 | Union soviétique | Hélicoptère d'attaque                    | Mi-25             | 1+               | Au moins un a été capturé dans la base aérienne de Benina Un a été abattu par les forces loyalistes. |                  |
| Mil Mi-14                 | Union soviétique | Lutte anti-sous-marine                   | Mi-14             | 1+               | Au moins un capturé dans la base aérienne de Benina. |                  |
| Mil Mi-17                 | Union soviétique | Hélicoptère de transport                 | Mi-17             | 1+               | Au moins un capturé à Benghazi. |                  |
| Mil Mi-2                  | Union soviétique | Hélicoptère de transport                 | Mi-2              | 1+               | Plusieurs capturés dans la base aérienne de Misrata. Statut inconnu. |                  |
| Mil Mi-8                  | Union soviétique | Hélicoptère de transport                 | Mi-8MT            | 1                | Capturé et laissé tel quel à l'aéroport de Ras Lanouf le 4 mars. |                  |
| Drones                    |                  |                                          |                   |                  | |                  |
| Bayraktar Akıncı          | Turquie          | Drone de combat et de reconnaissance     |                   | 0                | 1 détruit le 29 janvier 2025. |                  |
| Aeryon Scout (en)         | Canada           | Drone                                    | Aeryon Scout      | 1                | Aeryon Labs Inc a fourni un Aeryon Scout (en) pour les rebelles libyens, la formation a été fournie par Zariba Security Corporation,. |                  |